# Modicogryllus walkeri
Modicogryllus walkeri är en insektsart som beskrevs av Lucien Chopard 1961. Modicogryllus walkeri ingår i släktet Modicogryllus och familjen syrsor. Inga underarter finns listade i Catalogue of Life.